# Bruno Brandes

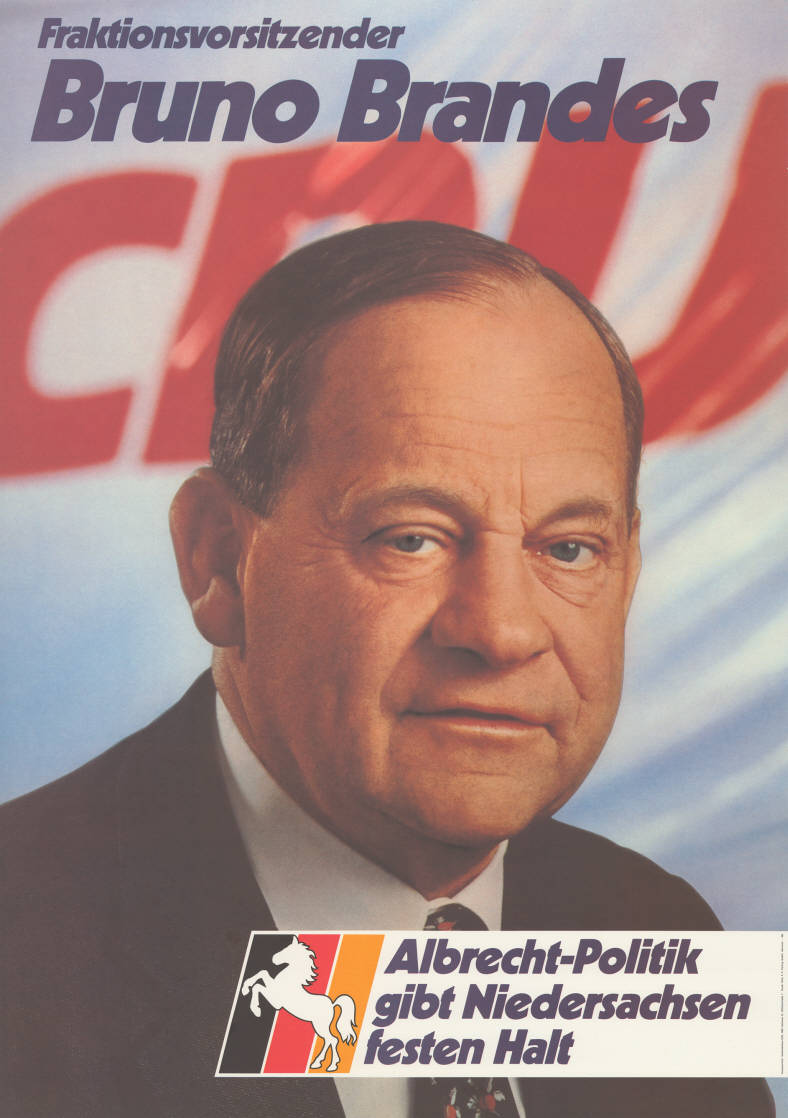
Kandidatenplakat Bruno Brandes’ zur Landtagswahl in Niedersachsen 1982

Bruno Brandes (* 27. März 1910 in Groß Ilsede; † 21. Juni 1985 in Bischofsgrün) war ein deutscher Jurist und Politiker (CDU).

## Leben
Brandes wurde als Sohn eines Landwirts in Groß Ilsede geboren. Nach dem Abitur 1929 am Realgymnasium in Peine nahm er ein Studium der Rechts- und Staatswissenschaften an den Universitäten in Freiburg im Breisgau, München, Berlin und Göttingen auf, das er mit beiden juristischen Staatsexamen beendete. Von 1939 bis 1945 nahm er als Offizier am Zweiten Weltkrieg teil. Bei Kriegsende geriet er in Gefangenschaft, aus der er im Oktober 1945 entlassen wurde. Ab 1946 war er als Rechtsanwalt in Holzminden tätig und 1953 erhielt er seine Zulassung als Notar.
Zum 1. Mai 1933 trat Bruno Brandes in die NSDAP ein (Mitgliedsnummer 3.063.690). Nach dem Zweiten Weltkrieg schloss sich Brandes in Holzminden der CDU an.
Brandes war seit 1956 Bürgermeister und Ratsmitglied der Stadt Holzminden und Kreistagsmitglied des Landkreises Holzminden. Dem Niedersächsischen Landtag gehörte er von 1963 bis zu seinem Tode an. Hier war er von 1965 bis 1970 sowie von 1976 bis 1982 Vorsitzender der CDU-Fraktion. Von 1973 bis 1978 war er Vorsitzender des Rechts- und Verfassungsausschusses und von 1982 bis 1985 amtierte er als Präsident des Landtages und von 1981 bis 1985 zugleich als Landrat des Landkreises Holzminden.
Bei der Bundestagswahl 1969 wurde er in den Deutschen Bundestag gewählt, verzichtete aber bereits am 29. Oktober 1969 auf sein Mandat, um in der niedersächsischen Landespolitik verbleiben zu können. Brandes war Mitglied des Niedersächsischen Landtages in der 5. bis 10. Wahlperiode vom 20. Mai 1963 bis 21. Juni 1985. Als Vorsitzender der CDU-Landtagsfraktion war er vom 18. Mai 1965 bis 20. Juni 1970 und vom 13. Februar 1976 bis 20. Juni 1982 tätig. Er war zudem stellvertretender Vorsitzender der CDU-Landtagsfraktion vom 18. Juni 1974 bis 13. Februar 1976. Zum Präsidenten des Niedersächsischen Landtages wurde er zwischen dem 22. Juni 1982 bis 21. Juni 1985 gewählt. Brandes war Vorsitzender des Ausschusses für Rechts- und Verfassungsfragen vom 26. Juni 1963 bis 20. Juni 1978 sowie Vorsitzender des Geschäftsordnungsausschusses vom 6. Juli 1967 bis 20. Juni 1970.
Nach der Wahl 1967 hatte die NPD eine zehnköpfige Fraktion, jedoch gelang es Bruno Brandes, mehrere Abgeordnete zum Übertritt zur CDU zu bewegen, um den sozialdemokratischen Ministerpräsidenten Georg Diederichs der SPD/CDU-Landesregierung zu stürzen. Dies gelang ihm zwar nicht, führte aber zu vorzeitigen Neuwahlen 1970 mit anschließender SPD-Alleinregierung unter Alfred Kubel und brachte ihm den Spitznamen „Greifvogel“ ein. Es wird vermutet, dass er Ernst Albrecht dann 1976 die nötigen Stimmen verschaffte, viele vermuten, kaufte, damit dieser trotz einer Mehrheit aus SPD und FDP gegen deren Kandidaten Helmut Kasimier gewählt wurde.
Im Jahr vor seinem Tod kam er politisch in Bedrängnis, weil öffentlich wurde, dass er seinen seit 1955 bestehenden Privatzoo in Schießhaus bei Holzminden ohne Genehmigung betrieben hatte, die das Niedersächsische Naturschutzgesetz von 1981 vorschrieb.
Die Politikerin Ina Brandes (CDU) ist seine Enkelin.

## Auszeichnungen
- Großes Verdienstkreuz (1969) mit Stern (1978) und Schulterband (1982) der Bundesrepublik Deutschland
- Niedersächsische Landesmedaille[6]